# Istruzione in Inghilterra
L'Istruzione in Inghilterra è controllata dal Dipartimento per l'istruzione e dal Dipartimento per le imprese, l'innovazione e le competenze. A livello municipale, le autorità locali (Local authorities) sono responsabili dell'attuazione dell'istruzione pubblica e della gestione delle scuole pubbliche.
Il sistema educativo è suddiviso in quattro fasce di età: istruzione della prima infanzia (3-4 anni), istruzione primaria (5-11 anni), istruzione secondaria (11-18 anni) e istruzione terziaria (> 18 anni).
L'istruzione a tempo pieno è obbligatoria per tutti gli studenti di età compresa tra 5 e 17 anni (dal 2013 e dal 2015 nella fascia di età 5-18). Questo obbligo può essere adempiuto all'interno o all'esterno della scuola. Un bambino che inizia l'istruzione primaria inizia a 5 anni il primo anno di istruzione. Dal sedicesimo anno di età, gli studenti attraversano un processo noto come "sixthy form" o "collage", preparandoli per la qualifica di diploma di livello avanzato (Advanced Level). Sono disponibili anche altri percorsi di istruzione, come l'ottenimento di qualifiche definite dagli standard, come: il Business and Technology Education Council (BTEC), l'International Baccalaureate (IB) e il Cambridge Pre-U (corso di preparazione per gli studi universitari).
Il limite massimo di età per l'istruzione obbligatoria è stato portato a 18 anni dall'Education and Skills Act 2008. Per i sedicenni, le modifiche sono entrate in vigore nel 2013 e per i diciassettenni nel 2015.
L'educazione Universitaria è tra le migliori in assoluto a livello globale secondo ARWU.